# Cyprinodon diabolis
El pez cachorrito del Hoyo del Diablo (Cyprinodon diabolis) es una especie de pez de la familia de los ciprinodóntidos en el orden de los ciprinodontiformes endémica del Hoyo del Diablo, un pequeño acuífero situado en el estado de Nevada. Según la Lista Roja de la UICN es una especie en peligro crítico de extinción, contando con una población de unos 30 ejemplares.

## Descripción
Cyprinodon diabolis es la especie más pequeña del género Cyprinodon, pudiendo alcanzar como máximo un tamaño de 30 mm. Los machos son de color marrón oscuro, con matices azules en los laterales. Los bordes de las aletas son negros y presentan iridiscencia. Mientras tanto, las hembras presentan colores más amarillentos, y los bordes de las aletas pectorales y caudales son amarillos. 
La especie carece de aletas pélvicas, no obstante, se han observado casos en los que eran desarrolladas al crecer en cautividad y con temperaturas inferiores.

## Hábitat

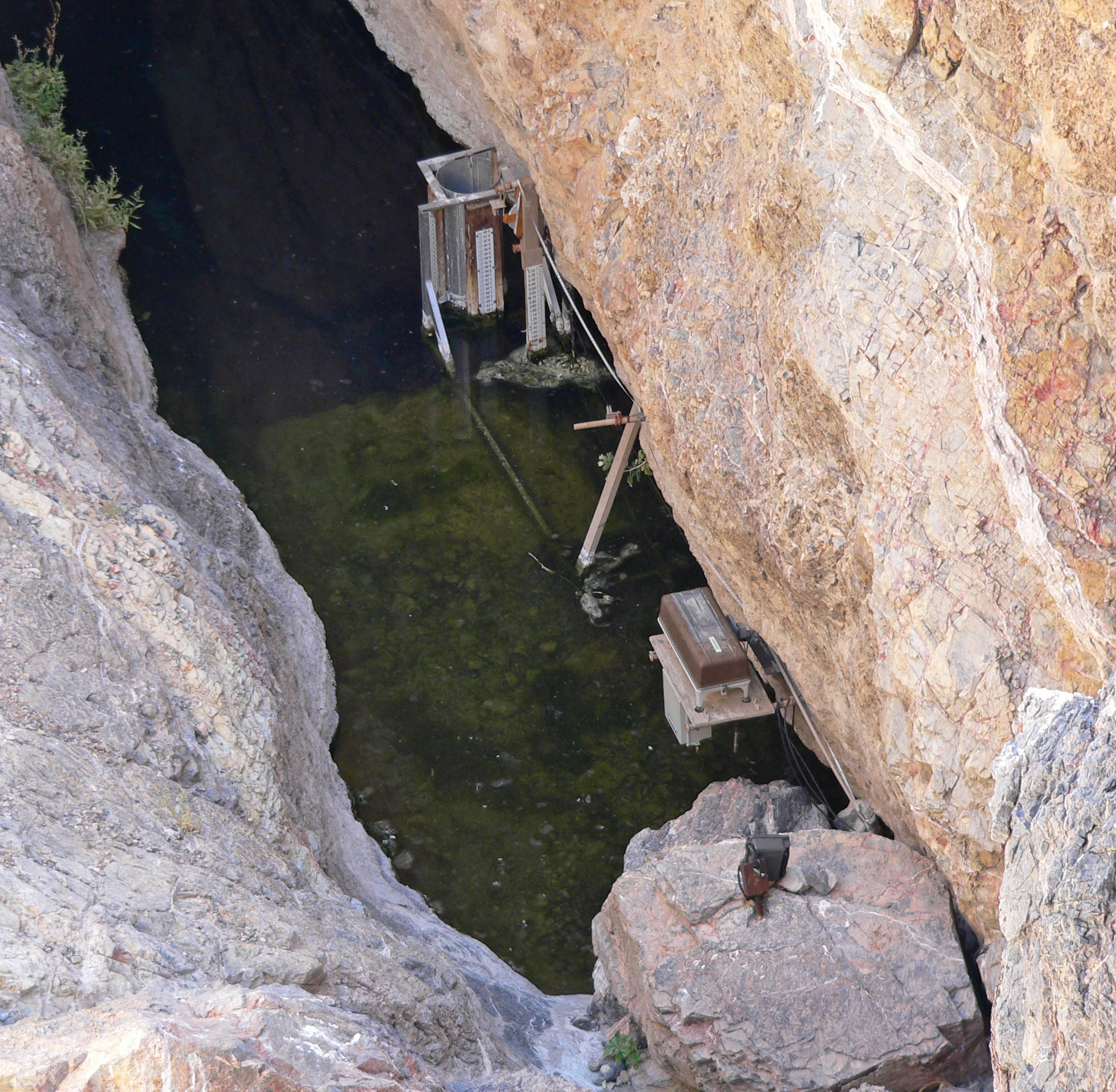
Devil's Hole, el hogar de Cyprinodon diabolis

Se encuentran en Norteamérica: Nevada (Estados Unidos). Es endémico del Hoyo del Diablo, en el parque nacional del Valle de la Muerte. A pesar de que el Hoyo del Diablo tiene más de 120 metros de profundidad, Cyprinodon diabolis generalmente solo habita los 24 metros superiores. El agua del Hoyo del Diablo está a una temperatura constante de 33 °C, además de contar con una oxigenación muy baja.